# Championnat du Nicaragua de football 1999-2000
Navigation
Saison précédente Saison suivante
La Primera División 1999-2000 est la cinquante-septième édition de la première division nicaraguayenne.
Lors de ce tournoi, le Real Estelí FC a tenté de conserver son titre de champion du Nicaragua face aux sept meilleurs clubs nicaraguayens.
Chacun des huit clubs participant était confronté quatre fois aux sept autres équipes, puis les six meilleurs se sont affrontés lors d'une phase finale à la fin du tournoi.
Les équipes du Nicaragua ne sont pas invitées à participer à la Copa Interclubes UNCAF à l'issue de la saison.

## Les 8 clubs participants
| \| Inter Barrio Cuba Deportivo Walter Ferreti Chinandega FC Diriangén FC Deportivo Jalapa Real Estelí FC Real Madriz FC San Marcos Inter Barrio Cuba Deportivo Walter Ferreti \| Localisation des clubs engagés dans le championnat. |
| Inter Barrio Cuba Deportivo Walter Ferreti Chinandega FC Diriangén FC Deportivo Jalapa Real Estelí FC Real Madriz FC San Marcos Inter Barrio Cuba Deportivo Walter Ferreti                                                           |

| Club                     | Stade                                        | Capacité          | Ville      |
| Inter Barrio Cuba        | Stade inconnu                                | Capacité inconnue | Managua    |
| Chinandega FC (en)       | Stade Efraín Tijerino                        | 8 000             | Chinandega |
| Diriangén FC             | Stade Cacique Diriangén                      | 7 500             | Diriamba   |
| Deportivo Jalapa (en)    | Stade Alejandro Ramos                        | 1 000             | Jalapa     |
| Real Estelí FC           | Stade de l'Indépendance                      | 4 800             | Estelí     |
| Real Madriz              | Stade Municipal de Somoto                    | 3 000             | Somoto     |
| FC San Marcos            | Stade Olimpico de San Marcos                 | 3 000             | San Marcos |
| Deportivo Walter Ferreti | Stade Olympique de l'Indépendance de Managua | 8 000             | Managua    |

## Compétition
Cette compétition se déroule de la façon suivante, en deux phases :
- La phase de qualification : les vingt-huit journées de championnat.
- La phase finale : les confrontations aller-retour allant des quarts de finale à la finale.

### Phase de qualification
Les huit équipes affrontent à quatre reprises les sept autres équipes selon un calendrier tiré aléatoirement.
Le classement est établi sur le barème de points classique (victoire à 3 points, match nul à 1, défaite à 0).
Le départage final se fait selon les critères suivants :
- Le nombre de points.
- La différence de buts générale.
- Le nombre de buts marqué.

#### Classement
| Rang | Équipe                   | Pts | J  | G  | N | P  | Bp | Bc | Diff |
| ---- | ------------------------ | --- | -- | -- | - | -- | -- | -- | ---- |
| 1    | Real Estelí FC (T)       | 70  | 28 | 22 | 4 | 2  | 74 | 24 | +50  |
| 2    | Diriangén FC             | 56  | 28 | 17 | 5 | 6  | 74 | 31 | +43  |
| 3    | Deportivo Walter Ferreti | 48  | 28 | 14 | 6 | 8  | 47 | 48 | -1   |
| 4    | Deportivo Jalapa (en)    | 44  | 28 | 14 | 2 | 12 | 64 | 55 | +9   |
| 5    | Real Madriz (P)          | 35  | 28 | 9  | 8 | 11 | 43 | 48 | -5   |
| 6    | FC San Marcos            | 31  | 28 | 8  | 7 | 13 | 24 | 33 | -9   |
| 7    | Chinandega FC (en)       | 19  | 28 | 4  | 7 | 17 | 34 | 63 | -29  |
| 8    | Inter Barrio Cuba        | 13  | 28 | 4  | 1 | 23 | 23 | 81 | -58  |

| Légende : Qualifications et relégations | Légende : Qualifications et relégations                  |
| --------------------------------------- | -------------------------------------------------------- |
|                                         | Qualifié pour les quarts de finale                       |
|                                         | Relégué en Segunda División                              |
|                                         | (T) : Tenant du titre (P) : Promu de la saison 1998-1999 |

#### Matchs
| Résultats (▼dom., ►ext.)                                   | Bar | Chi | Dir | REs | Jal | RMa | San | Wal |
| Inter Barrio Cuba                                          |     | 1-2 | 0-6 | 0-1 | 1-6 | 1-4 | 1-0 | 0-2 |
| Chinandega FC (en)                                         | 4-1 |     | 0-0 | 1-2 | 1-2 | 1-1 | 0-0 | 1-2 |
| Diriangén FC                                               | 8-1 | 2-1 |     | 1-2 | 3-0 | 4-1 | 3-0 | 0-0 |
| Real Estelí FC                                             | 3-2 | 5-1 | 1-1 |     | 7-2 | 3-0 | 1-0 | 3-0 |
| Deportivo Jalapa (en)                                      | 1-0 | 5-0 | 3-0 | 2-2 |     | 1-0 | 3-1 | 7-2 |
| Real Madriz                                                | 1-1 | 1-2 | 1-1 | 0-2 | 2-2 |     | 2-1 | 0-0 |
| FC San Marcos                                              | 2-0 | 1-1 | 0-0 | 1-2 | 2-1 | 0-0 |     | 1-0 |
| Deportivo Walter Ferreti                                   | 3-1 | 3-2 | 0-6 | 1-0 | 5-2 | 1-2 | 2-1 |     |
| - Victoire à domicile - Match nul - Victoire à l'extérieur |     |     |     |     |     |     |     |     |

| Résultats (▼dom., ►ext.)                                   | Bar | Chi | Dir | REs | Jal | RMa | San | Wal |
| Inter Barrio Cuba                                          |     | 4-2 | 0-2 | 1-2 | 3-0 | 0-5 | 0-1 | 1-4 |
| Chinandega FC (en)                                         | 3-0 |     | 3-5 | 1-6 | 0-3 | 2-4 | 1-1 | 1-1 |
| Diriangén FC                                               | 8-1 | 3-1 |     | 0-1 | 4-1 | 4-0 | 1-0 | 2-3 |
| Real Estelí FC                                             | 3-0 | 3-0 | 2-3 |     | 5-1 | 4-1 | 3-1 | 4-0 |
| Deportivo Jalapa (en)                                      | 3-1 | 2-1 | 1-2 | 1-2 |     | 4-0 | 3-1 | 5-2 |
| Real Madriz                                                | 3-1 | 2-0 | 5-1 | 1-3 | 3-1 |     | 2-2 | 2-2 |
| FC San Marcos                                              | 0-1 | 2-1 | 0-2 | 0-0 | 3-1 | 2-0 |     | 1-0 |
| Deportivo Walter Ferreti                                   | 2-0 | 1-1 | 3-2 | 2-2 | 2-1 | 2-0 | 2-0 |     |
| - Victoire à domicile - Match nul - Victoire à l'extérieur |     |     |     |     |     |     |     |     |

### La Phase Finale
Les six équipes sont réparties dans le tableau final d'après leur classement général.
En cas d'égalité sur la somme des deux matchs, une prolongation puis une séance de tirs au but ont éventuellement lieu.

#### Quarts de finale
| Club                  | Aller | Retour | Club                     | Commentaire                      |
| Real Estelí FC        | 0-1   | 2-1    | FC San Marcos            | Les deux équipes sont qualifiées |
| Real Madriz           | 0-2   | 2-1    | Diriangén FC             |                                  |
| Deportivo Jalapa (en) | 1-4   | 4-2    | Deportivo Walter Ferreti |                                  |

#### Tableau
|  | 1/2 finale               | 1/2 finale               | 1/2 finale               | 1/2 finale | 1/2 finale | 1/2 finale   |              |     | Finale | Finale | Finale | Finale | Finale |  |
|  |                          |                          |                          |            |            |              |              |     |        |        |        |        |        |  |
|  |                          |                          |                          |            |            |              |              |     |        |        |        |        |        |  |
|  |                          |                          |                          |            |            |              |              |     |        |        |        |        |        |  |
|  | Diriangén FC             | Diriangén FC             | (2)                      | 1          | 2          |              |              |     |        |        |        |        |        |  |
|  | Diriangén FC             | Diriangén FC             | (2)                      | 1          | 2          |              |              |     |        |        |        |        |        |  |
|  | Real Estelí FC           | Real Estelí FC           | (1)                      | 1          | 1          |              |              |     |        |        |        |        |        |  |
|  | Real Estelí FC           | Real Estelí FC           | (1)                      | 1          | 1          | Diriangén FC | Diriangén FC | (2) | 0      | 1      |        |        |        |  |
|  |                          |                          |                          |            |            |              | Diriangén FC | (2) | 0      | 1      |        |        |        |  |
|  |                          | Deportivo Walter Ferreti | Deportivo Walter Ferreti | (3)        | 0          | 0            |              |     |        |        |        |        |        |  |
|  | Deportivo Walter Ferreti | Deportivo Walter Ferreti | Deportivo Walter Ferreti | (3)        | 0          | 0            | (3)          | 1   | 1      |        |        |        |        |  |
|  | Deportivo Walter Ferreti | Deportivo Walter Ferreti |                          |            |            |              | (3)          | 1   | 1      |        |        |        |        |  |
|  | FC San Marcos            | FC San Marcos            | (6)                      | 0          | 0          |              |              |     |        |        |        |        |        |  |
|  | FC San Marcos            | FC San Marcos            | (6)                      | 0          | 0          |              |              |     |        |        |        |        |        |  |

#### Demi-finales
| Club                     | Aller | Retour | Club           | Commentaire |
| Diriangén FC             | 1-1   | 2-1    | Real Estelí FC |             |
| Deportivo Walter Ferreti | 1-0   | 1-0    | FC San Marcos  |             |

#### Finale
|  | Diriangén FC     | 1:0 (a.p.) | Deportivo Walter Ferreti | Stade Cacique Diriangén |  |
|  | Huber Lopez 108e | (0:0)      |                          |                         |  |

## Bilan du tournoi
| Tableau d'Honneur |              |
| Compétition       | Vainqueur    |
| Primera División  | Diriangén FC |

| Promotions et relégations   |                                                                  |
| Relégué en Segunda División | Inter Barrio Cuba                                                |
| Promu de Segunda División   | Deportivo Bluefields (en) Deportivo Masachapa Deportivo Matiguás |